# Interpretazione di Copenaghen

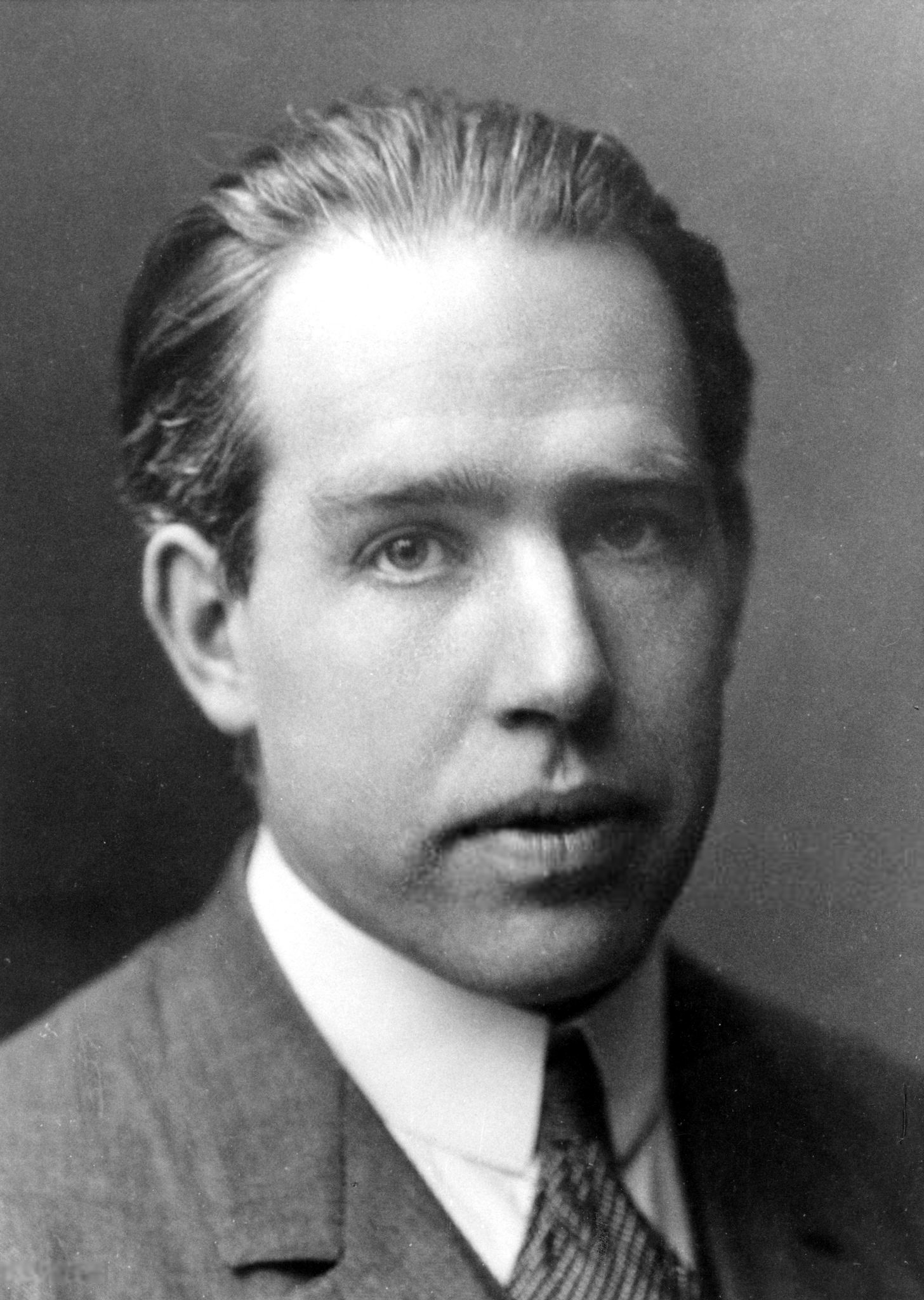
Niels Bohr

L'interpretazione di Copenaghen è la prima in ordine di tempo e più diffusa interpretazione della meccanica quantistica. Si ispira ai lavori svolti nella capitale danese principalmente da Niels Bohr e da Werner Heisenberg attorno al 1927 e riguarda la teoria della misurazione quantistica, il principio di complementarità e la dualità onda-corpuscolo.
In particolare i due studiosi estesero l'interpretazione probabilistica della funzione d'onda proposta da Max Born, considerando prive di significato domande sui valori delle grandezze di un sistema fisico prima che esso venga misurato, in quanto il processo di misura estrae casualmente uno tra i valori permessi dalla funzione d'onda che descrive lo stato quantico del sistema. Tale interpretazione ha ricevuto una formulazione meglio definita a partire dagli anni '50 del Novecento, soprattutto grazie a Wolfgang Pauli.
L’espressione “Interpretazione di Copenaghen” venne introdotta da Heisenberg nel 1955.

## Fondamenti
Nel classico esperimento in cui la luce attraversa una doppia fenditura praticata in uno schermo opaco, si ottengono su una lastra posta al di là dello schermo bande alterne di colore chiaro e scuro, che sono interpretate come le zone in cui le onde luminose interferiscono costruttivamente oppure distruttivamente. La luce tuttavia, in altre situazioni, presenta comportamenti spiegabili solo assumendo che abbia natura corpuscolare. D'altra parte corpuscoli come gli elettroni (e anche di massa relativamente molto più elevata, come protoni e macromolecole) manifestano proprietà ondulatorie, producendo a loro volta figure di interferenza nell'esperimento della doppia fenditura. In questa variante, possibile grazie all'utilizzo di moderne lastre ultrasensibili, l'esperimento viene condotto riducendo l'intensità del fascio in modo tale da emettere le particelle (fotoni compresi) una sola alla volta: esse colpiranno a una a una la lastra venendo rilevate come singoli punti luminosi, e quindi come corpuscoli, ma, ripetendo per un certo numero di volte l'invio, si riotterrà nel complesso la figura d'interferenza tipica delle onde già vista in precedenza.
Le questioni poste da questo esperimento sono:
1. La meccanica quantistica stabilisce soltanto in modo probabilistico il punto in cui ogni particella colpirà lo schermo, specificando il livello di probabilità alta oppure bassa, ma non è in grado di esprimere una previsione esatta.
2. Che cosa succede alle particelle nel percorso che dalla sorgente le porta allo schermo? Ogni particella è descritta da una funzione d'onda non localizzata e sembrerebbe interagire con entrambe le fenditure producendo una sorta di interferenza con se stessa, ma se la si considera come puntiforme non può che attraversare una sola fenditura.

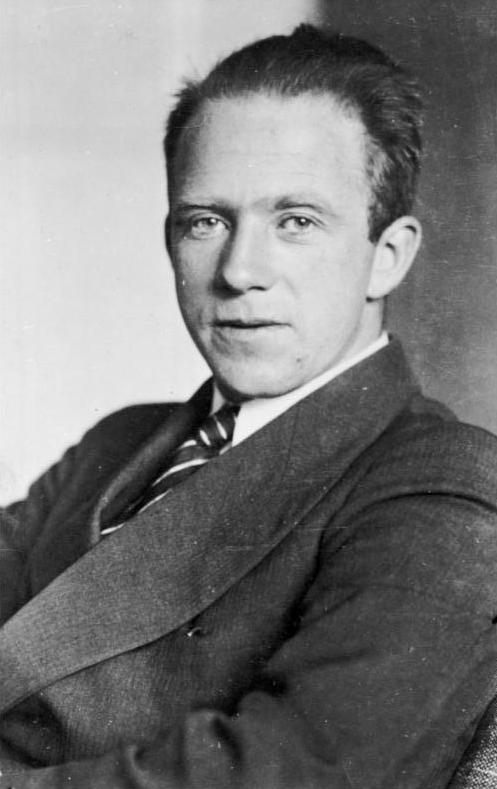
Werner Heisenberg

L'interpretazione di Copenaghen si pone di fronte a tali questioni nel modo seguente:
- Le affermazioni probabilistiche della meccanica quantistica sono irriducibili, nel senso che non riflettono la nostra conoscenza limitata di qualche variabile nascosta. Nella fisica classica si ricorre alla probabilità anche se il processo è deterministico (per esempio il lancio di un dado), in modo da sopperire a una nostra conoscenza incompleta dei dati iniziali (nell'esempio: conoscendo l'altezza da cui viene lanciato il dado, la velocità, l'angolo d'inclinazione sarebbe possibile calcolare il risultato, cioè conoscere a priori come poserà il dado sul tavolo: si tratta solo di leggi meccaniche). Per contro, l'interpretazione di Copenaghen sostiene che in meccanica quantistica i risultati delle misurazioni di variabili coniugate sono fondamentalmente non deterministici, ossia che anche conoscendo tutti i dati iniziali è impossibile prevedere il risultato di un singolo esperimento.
- Sono prive di senso domande come: «Dov'era la particella prima che ne misurassi la posizione?», in quanto la meccanica quantistica studia esclusivamente quantità osservabili, ottenibili mediante processi di misurazione. L'atto della misurazione causa il «collasso della funzione d'onda», nel senso che quest'ultima è costretta dal processo di misurazione ad assumere uno dei valori permessi, secondo una probabilità verificabile solo attraverso più misurazioni.

Dell'interpretazione di Copenaghen esistono numerose varianti (per esempio quella delle cosiddette storie consistenti), che differiscono tra loro anche in base al grado di 'realtà' assegnato alla funzione d'onda.

## Critiche
Molti fisici e filosofi hanno mosso obiezioni all'interpretazione di Copenaghen e le celebri frasi di Albert Einstein: «Dio non gioca a dadi» e «Credi davvero che la luna non sia lì se non la guardi?» ne sono una esemplificazione.
In particolare la completezza della meccanica quantistica fu attaccata dall'esperimento mentale noto come paradosso di Einstein-Podolsky-Rosen (paradosso EPR), inteso a mostrare che devono esistere variabili nascoste se si vogliono evitare "paradossali" effetti a distanza istantanei che contraddicono il principio di località, ritenuto inviolabile al pari di quello di realtà. Successivamente il teorema di Bell ha dimostrato, nell'ambito di una teoria con variabili nascoste che riproduca le previsioni della meccanica quantistica, l'incompatibilità tra i due principi cardine della fisica classica. Una serie di esperimenti, atti a determinare quale degli scenari teorici ipotizzati dal teorema di Bell si verifichi concretamente, ha indicato come la descrizione quantistica della realtà sia quella corretta, confutando il postulato di realismo locale alla base del paradosso EPR.
Gli aspetti che ancora suscitano maggiori perplessità sono:
- la discontinuità tra il processo deterministico che regola l'evoluzione della funzione d'onda e il fenomeno indeterministico del collasso;
- la scarsa chiarezza nel definire i concetti di "misura" e di "osservatore".